# 중계중학교
중계중학교(中溪中學校)는 대한민국 서울특별시 노원구 중계동에 있는 공립 중학교로, 1994년에 개교되었다.

## 학교 연혁
- 1994년 1월 5일 : 중계중학교 설립인가
- 1994년 2월 5일 : 신입생 12학급(634명) 배정
- 1994년 3월 1일 : 초대 홍정희 교장 취임
- 1994년 3월 3일 : 제1회 입학식(12학급 634명 입학)
- 1997년 2월 14일 : 제1회 졸업식(607명 졸업)
- 2017년 3월 1일 : 서울시교육청지정 소프트웨어(SW)교육 연구학교 운영
- 2022년 3월 1일 : 제10대 김병형 교장 취임
- 2023년 2월 3일 : 제27회 졸업식(299명)
- 2023년 3월 2일 : 제30회 입학식(10학급 282명)

## 참고 자료
- 중계중학교 - 한국교육학술정보원 학교알리미